# Daniel Innerarity
Daniel Innerarity Grau (Bilbao, 1959) és un filòsof i assagista basc. Catedràtic de Filosofia social i política de la Universitat de Saragossa, investigador de la Universitat del País Basc i director de l'Institut de Governança Democràtica. És col·laborador habitual al diari barceloní La Vanguardia.
Ha rebut, entre d'altres, el Premi Euskadi i el Premi Nacional d'Assaig, així com el Premi Príncep de Viana de la Cultura 2013 i el Premi Nacional de Recerca Ramón Menéndez Pidal a l'àrea d'Humanitats, el 2022. El 2025, ba ser nomenat Chevalier des Palmes Académiques pel govern francès.

## Trajectòria
És catedràtic de Filosofia Política, investigador Ikerbasque a la Universitat del País Basc, director de l'Institut de Governança Democràtica i professor a l'Institut Europeu de Florència, on és titular de la càtedra Artificial Intelligence & Democracy. Ha estat professor convidat a diverses universitats europees i americanes, com la Universitat de la Sorbona, la London School of Economics, la Universitat de Georgetown i el Max Planck Institut de Heidelberg.
Innerarity ha reflexionat extensament sobre els aspectes culturals de les societats avançades i sobre l'actualitat política. Ha estat professor convidat en diverses universitats europees i americanes, recentment a la Universitat de la Sorbona (París I). Doctor en Filosofia, va ampliar estudis a Alemanya (com a becari de la Fundació Alexander von Humboldt), Suïssa i Itàlia.
La revista francesa Le Nouvel Observateur el va incloure l'any 2004 en una llista dels 25 grans pensadors del món i ha estat membre del Consell d'Universitats. A proposta del Senat espanyol, pertany a l'Acadèmia de la Llatinitat i l'Acadèmia Europea d'Arts i Ciències, amb seu a Salzburg.
Entre els seus llibres destaquen La transformación de la política (Península 2002, III Premio de Ensayo Miguel de Unamuno i Premi Nacional de Literatura en la modalitat d'assaig 2003), La sociedad invisible (Premi Espasa d'assaig, 2004), El nou espai públic (Espasa, 2006) i El futuro y sus enemigos (Paidós 2009). És col·laborador habitual dels diaris Ara, El País i El Correo/Diario Vasco, a més de la revista Claves de razón práctica.
El 2025 ha publicat a l’editorial barcelonina Galaxia Gutenberg un dels seus llibres més importants, cridat a ser un referent global, Una teoría crítica de la inteligencia artificial, en el que fa una exposició exhaustiva dels diferents condicionants tècnics, socials, econòmics i epistemològics que són al voltant de la pròpia idea d'intel·ligència artificial i de les seves implicacions per a les democràcies contemporànies. El llibre ha guanyat el III Premi d'Assaig Eugeni Trias.

## Premis i reconeixements
- Premi d'Assaig Miguel de Unamuno
- Premi Nacional de Literatura en la modalitat d'Assaig (2003)
- Premi Espasa d'Assaig (2004)
- Premi Eusko Ikaskuntza-Caja Laboral d'Humanitats, Cultura, Arts i Ciències Socials 2008
- Premi Euskadi d'assaig (2019)

## Obres

### Filosofia i assaig
- Una teoría crítica de la inteligencia artificial, Galàxia Gutenberg, Barcelona 2025
- Una teoria de la democracia compleja. Gobernar en el siglo XXI, Galaxia Gutenberg, Barcelona 2020.[2]
- Pandemocracia, Galaxia Gutenberg, 2020.
- Comprender la democracia, Editorial Gedisa, 2018[3]
- Política para perplejos, Galaxia Gutenberg, 2018[4]
- La democracia en Europa, Galaxia Gutenberg, 2017.
- La política en tiempos de indignación, Galaxia Gutenberg, 2015[5]
- Un mundo de todos y de nadie, Ediciones Paidós, 2013[6]
- La democràcia del coneixement, Paidós, Barcelona, 2011.
- La humanitat amenaçada: governar els riscos globals, amb Javier Solana, Paidós, Barcelona, 2010 (traducció francesa, Presses de Sciences Po, Bordeaux, traducció anglesa Chicago University Press).
- El futur i els seus enemics. Una defensa de l'esperança política, Paidós, Barcelona, 2009. ISBN 978-84-493-2263-1
- Wrong site: art i globalització, Fundació Luis Seoane, 2008. ISBN 978-84-612-1214-9
- El nou espai públic, Espasa, Madrid, 2006. ISBN 978-84-670-2088-5
- La societat invisible, Espasa, Madrid, 2004. ISBN 978-84-670-1597-3 (XXI Premi Espasa d'Assaig. Traducció italiana: La società invisible, Meltemi, Roma, 2006; traducció portuguesa, Teorema, Lisboa, 2009. ISBN 978-972-695-863-5).
- La transformació de la política, Península, Barcelona, 2002 ISBN 978-84-8307-493-0 (III Premi d'Assaig Miguel d'Unamuno i Premi Nacional de Literatura, modalitat Assaig 2003). (Traducció portuguesa: A trasformaçao dona política, Teorema, Lisboa, 2005; traducció francesa: La démocratie sans l'État: essai sur le Gouvernement des sociétés complexes, Flammarion-Climats, Paris, 2006, pròleg de Jorge Semprún).
- Ètica de l'hospitalitat, Península, Barcelona, 2001 ISBN 978-84-8307-324-7 (Traducció francesa: éthique de l'hospitalité, Presses Universitaires de Laval, Canadà, en premsa).
- La filosofia com una de les belles arts, Ariel, Barcelona 1995. (Traducció portuguesa: A filosofia com uma des Belas Artes, Teorema, Lisboa 1996).
- La irrealitat literària, Eunsa, Pamplona 1995.[7] ISBN 978-84-313-1332-6
- Hegel i el romanticisme, Tecnos, Madrid 1993. ISBN 978-84-309-2331-1
- Llibertat com a passió, Eunsa, Pamplona, 1992. ISBN 978-84-313-1202-2
- Dialèctica de la modernitat, Rialp, Madrid 1990. ISBN 978-84-321-2627-7
- Praxi i intersubjectivitat. La teoria crítica de Jürgen Habermas, Eunsa, Pamplona 1985. ISBN 978-84-313-0919-0